# Jaclyn Narracott
Jaclyn „Jackie“ Narracott (* 5. November 1990 in Brisbane, Queensland) ist eine ehemalige Skeletonpilotin aus Australien. Sie gewann als erste Australierin mit Silber eine Olympische Medaille im Skeleton bei den Olympischen Winterspielen 2022 in Peking.

## Karriere
Jaclyn Narracott wuchs in Brisbane auf. Sie ist die Nichte des ehemaligen Leichtathleten und Bobsportlers Paul Narracott, der als bisher einziger Australier sowohl an Olympischen Sommer- als auch Winterspielen teilnahm. 2011 begann sie zunächst ebenfalls mit dem Bobsport und startete bei zwei Rennen als Anschieberin von Astrid Radjenovic im Europacup. Im März 2012 wechselte sie zum Skeleton, worin sie ihr internationales Debüt beim America’s Cup in Lake Placid gab. Auch 2012/13 startete sie zunächst im nun umbenannten Nordamerikacup und erreichte in Whistler ihre ersten drei Top-10-Plätze. Nach Rang 13 bei der Juniorenweltmeisterschaft Ende 2012 wechselte sie in den Europacup, wo sie zwei weitere Top-10-Resultate erzielte. Nach zwei Starts im Europacup 2013/14 wechselte sie in den höherklassigen Intercontinentalcup, wo sie Platzierungen zwischen 17 und 21 belegte. Bei der Junioren-WM 2014 wurde sie 14. Nach zwei ersten Podestplätzen beim Nordamerikacup im November 2014 gab sie im Dezember in Lake Placid ihr Debüt im Weltcup mit einem 21. Rang. Ihr bestes Saisonresultat bei fünf Teilnahmen war Platz 17 in Calgary. Zudem erreichte sie zwei neunte Ränge beim Intercontinentalcup in Whistler und den 16. Platz bei der Skeleton-Weltmeisterschaft 2015 in Winterberg.
In die Saison 2015/16 startete Narracott mit zwei zweiten Plätzen im Nordamerikacup. Darüber hinaus nahm sie an sieben von acht Weltcup-Rennen teil und erreichte mit Rang sieben auf ihrer Heimbahn in Lake Placid ihre bis dahin beste Weltcupplatzierung. Der 15. Platz in der Weltcupgesamtwertung bedeutete zugleich ihre beste Platzierung ihn ihrer Karriere. Die zwei folgenden Saisons war Narracott als Einzelkämpferin für Australien im Weltcup unterwegs und investierte nach der Einstellung des australischen Skeleton-Programms enorme eigene finanzielle Mittel in ihren Sport. Sie nahm an allen Weltcuprennen teil und wurde in der Gesamtwertung der Jahre 2017 und 2018 jeweils 18. Für die Olympischen Winterspiele 2018 in Pyeongchang wurde sie als einzige Australierin im Skeleton nominiert und belegte im 20-köpfigen Starterfeld den 20. Platz.
In der Folgesaison 2018/19 stieß sich Narracott bei ihrem zweiten Start im Nordamerikacup in Whistler den Kopf und erlitt eine zunächst wohl nicht diagnostizierte Gehirnerschütterung. Sie nahm daher zunächst noch an zwei Weltcuprennen in Winterberg und Altenberg teil, musste dann aber die Saison abbrechen. Es folgte eine sechsmonatige Rehabilitation, zeitweise war nicht klar, ob sie ihre Karriere fortsetzen konnte.
Erst in der Saison 2019/20 konnte Narracott wieder Wettbewerbe bestreiten und stieg Anfang Dezember 2019 wieder in den Weltcup ein. Sie nahm an sechs von acht Rennen teil und erreichte den 17. Platz in der Weltcupgesamtwertung. Die Folgesaison 2020/21 war ganz der COVID-19-Pandemie unterworfen. Narracott nahm noch am Weltcup in Igls teil und verlegte danach zeitweise ihren Lebensmittelpunkt ins südkoreanische Pyeongchang, wo sie sich für ihren Sport fit hielt.
in der Olympiasaison 2021/22, die immer noch mit den Auswirkungen der Pandemie zu kämpfen hatte, nahm Narracott an sieben von acht Weltcupwettbewerben teil und platzierte sich fast immer in den Top20. Mittlerweile vom Briten Dominic Parsons  trainiert, mit dem sie seit 2019 verheiratet ist, und vom Australiens Olympic Winter Institute unterstützt, stieg ihre Formkurve langsam an. Ein 11. Platz beim vorletzten Weltcup in Winterberg, bei dem sie im zweiten Lauf die viertbeste Zeit fuhr, ließ bereits aufhorchen. Beim letzten Weltcup auf der traditionsreichen Natureisbahn in St. Moritz gelang Narracott dann Historisches. Als erste Australierin gewann sie einen Skeleton-Weltcup-Wettbewerb, und das in Anwesenheit der versammelten Weltspitze.
Die Krönung ihrer Karriere erreichte Naraacott knapp vier Wochen später. Beim Skeletonwettbewerb im Einzel bei den Olympischen Winterspielen 2022 in Peking stand sie nach dem ersten Wettkampftag zur Überraschung Vieler auf dem ersten Platz. Erst durch zwei Laufbestzeiten der Olympiasiegerin Hannah Neise am zweiten Tag wurde Narracott noch auf den Silberrang verdrängt. Narracott war damit die erste Australierin, die bei Olympischen Winterspielen eine Medaille im Skeleton gewinnen konnte.
Nach Olympia legte Narracott eine Pause und unterzog sich Anfang 2024 einer Knieoperation. Während der anschließenden Rehabilitation erkannte sie, dass sie für einen Neustart nicht mehr die nötige Energie aufbringen würde, obwohl die Weltmeisterschaften 2025 auf ihrer Hausbahn in Lake Placid stattfinden werden. Narracott erklärte daraufhin Anfang Oktober 2024 ihren Rücktritt vom Leistungssport.

## Platzierungen nach Saison
| Saison  | Weltcup | WM     | WM    | OS  |
| ------- | ------- | ------ | ----- | --- |
| Saison  | Weltcup | Einzel | Mixed | OS  |
| 2014/15 | 23.     | 16.    | −     | −   |
| 2015/16 | 15.     | 17.    | −     | −   |
| 2016/17 | 18.     | 17.    | −     | −   |
| 2017/18 | 18.     | −      | −     | 16. |
| 2018/19 | 21.     | −      | −     | −   |
| 2019/20 | 17.     | 27.    | –     | −   |
| 2020/21 | 28.     | −      | –     | −   |
| 2021/22 | 17.     | –      | –     | 2.  |
| 2022/23 | 19.     | 11.    | 15.   | –   |